# Jeu parti
Un jeu parti (occitan joc partit) ou jeu-parti est un débat ou un dialogue en forme de poésie. C'est une des formes poétiques employées par les  troubadours et trouvères du Moyen Âge.

## Description
Le jeu-parti est une sorte de joute verbale mettant en présence deux locuteurs qui défendent des positions opposées. En cela, le jeu-parti est très proche de la tenson. Dans un jeu-parti, le premier locuteur présente un problème avec deux solutions possibles, laissant à son adversaire le choix de la solution à défendre et en prenant sur lui de défendre la solution opposée; ainsi, les participants  défendent chacun une théorie non pas par conviction, mais pour le plaisir de la discussion.
Selon Guilhem Molinier (l'auteur  des Leys d'Amour, grammaire prescriptive de versification et de rhétorique,  un traité du XIVe siècle sur la manière d'écrire les poésies dans le style des  troubadours), il y a pourtant une nette différence entre un jeu-parti et une tenson, mais Guilhem Molinier admet que dans la pratique les termes jeu-parti et tenson sont souvent confondus, et en fait, les troubadours et trouvères eux-mêmes ne font pas toujours la différence entre les deux genres. 
Du point de vue formel,  un jeu-parti est un débat ou une discussion, d'habitude entre deux auteurs qui contribuent alternativement des strophes. Dans quelques poésies le débat est comme décrit dans les Leys d'Amour. Dans d'autres, la discussion est plutôt sous forme de questions-réponses, le  premier locuteur présente un avis, défiant immédiatement son adversaire qui doit défendre un point de vue différent. Dans la plupart des débats les adversaires s'interpellent par leur nom, beaucoup étant des troubadours  ou des trouvères célèbres ; dans d'autres cas le poète présente deux débatteurs apparemment imaginaires, ou introduit un débat entre lui-même et un adversaire imaginaire. Chaque adversaire contribue d'habitude trois strophes et un envoi dans lequel il fait appel à une personne pour être son juge; parfois les deux participants font appel à la même personne, mais le plus souvent chacun choisit son propre juge. 
Guiraut Riquier est connu pour un jeu parti qu'il eut avec Bonfils, Auzit ay dir, Bofil, que saps trobar (« J'ai entendu dire, Bonfils, que tu savais composer »).
Les jeux-partis traitent toute sorte de sujets, mais celui de l'amour, en particulier de l'amour courtois, se rencontre fréquemment. 
Environ deux cents jeux-partis en ancien français subsistent, dont la  moitié  avec la musique. Le style musical est en général le même que celui des autres chansons de trouvère, et puisque tous sont en strophes, la musique ne reflète pas la forme du débat.